# Roland Gumpert
Roland Gumpert (Ziegenhals, 10 dicembre 1944) è un ingegnere e imprenditore tedesco, fondatore della casa automobilistica Apollo Automobil con sede in Altenburg. Attualmente ricopre i ruoli di CPO della startup cinese Aiways e di amministratore delegato della casa automobilistica Gumpert Aiways, con sede a Ingolstadt.

## Biografia

### Audi
Gumpert ha studiato ingegneria meccanica all'Università tecnica di Graz. Una volta conseguita la laurea, ha lavorato dal 1969 come ingegnere sperimentale per lo sviluppo di veicoli presso l'Audi ad Ingolstadt. Successivamente ha lavorato dal 1972 come capo collaudatore e sviluppatore per la progettazione dell'Audi 50. Nel 1974 Gumpert divenne capo dipartimento per lo sviluppo e il collaudo avanzati. Tra il 1975 e il 1977 sviluppò per Audi una motocicletta, la Z02, che fu bocciata dal direttore della Volkswagen. La trazione integrale commutabile della Volkswagen Iltis fu uno dei suoi progetti durante questo periodo. Nel 1977 Gumpert passò al reparto telaio e gruppo motopropulsore. Infine, nel 1981 Gumpert diventò il capo del reparto sportivo e dello sviluppo speciale di Audi. Sotto la sua guida Audi ha vinto 25 gare del mondiale rally e 4 titoli di campione del mondo. Dal 1986 Gumpert è stato responsabile della divisione per lo sviluppo tecnico all'estero e dal 1992 delle vendite e del marketing nella regione asiatica. Nel 1999 Gumpert è stato convocato nel consiglio per le vendite e il marketing "VW-Audi Joint Venture China". Dopo aver lavorato per oltre tre anni in Cina, Ronald Gumpert è tornato in Germania nel 2001 come responsabile delle vendite e del marketing per sviluppare la rete di concessionarie Audi-Volkswagen.

### Gumpert Sportwagenmanufaktur
Poco dopo il suo rientro in Germania, Roland Mayer, fondatore nel 1985 della società Motoren Technik Mayer, chiese a Roland Gumpert se lo avrebbe aiutato a sviluppare il prototipo di un'auto sportiva. Con la fondazione della GMG Sportwagenmanufaktur Altenburg GmbH nel 2004, Roland Gumpert lasciò l'Audi. Un anno dopo l'azienda, di cui divenne amministratore delegato, fu ribattezzata Gumpert Sportwagenmanufaktur. Incarico che lasciò nel 2014 a causa del fallimento della piccola casa automobilistica.

### Gumpert Aiways
Dopo diversi anni di riposo creativo, Roland Gumpert è tornato nel 2017 come CEO di Gumpert Aiways e come principale sviluppatore dell'autovettura sportiva elettrica a metanolo RG Nathalie. Da allora è stato uno dei pionieri della tecnologia delle celle a combustibile a metanolo nell'industria automobilistica. La sua ultima creazione è stata svelata al salone dell'automobile di Ginevra 2019 in anteprima europea, mentre la versione di serie è prevista per la primavera del 2020.